# Расьомон (фільм)
«Расьомо́н» (яп. 羅生門, らしょうもん) — японський художній чорно-білий фільм 1950 року режисера Куросави Акіри за мотивами психологічно-історичних новел Акутаґави Рюноске «Расьомон» та «В чагарнику».
В 1951 році картина отримала приз Венеційського кінофестивалю і стала першим японським фільмом, що був представлений широкій європейській та американській аудиторії. На 1 березня 2024 року фільм займав 158-му позицію у списку 250 кращих фільмів за версією IMDb.
Український переклад зробила студія Омікрон на замовлення Гуртом..

## Сюжет
Японія періоду Хейан. Йде злива. Під руїнами столичної брами Рашьомон сидять, схиливши голови, мандрівний монах та лісоруб. У руїнах ховається простолюдин і цікавиться над чим вони роздумують. Ті починають розповідати йому про загадкову історію: відомий розбійник Тадзьомару напав у лісі на дружину самурая, зґвалтував її та вбив її чоловіка. Проте в слідчій управі свідчення свідків не збігаються.
Монах і лісоруб описують судове засідання. Лісоруб розповідає як він, ідучи як зазвичай на роботу, побачив труп і негайно побіг розповісти про це міській сторожі. Його викликають до суду, де лісоруб описує місце злочину. Монах, що бачив убитого кілька днів тому, підтверджує особу самурая. Службовець, який спіймав розбійника, хвалиться як він спіймав злочинця, але сам розбійник заперечує його розповідь і дорікає службовцеві за те, як його підло було спіймано. Тадзьомару розказує як усе було.
Оповідь розбійника. Побачивши в лісі самурая з дружиною, Тадзьомару йде за ним і розповідає нібито знайшов скарб. Він пропонує купити зброю і коштовності, самурай лишає дружину та йде в хащі. Там розбійник нападає на нього, зв'язує і невдовзі приводить туди ж жінку. Тадзьомару ґвалтує її на очах у чоловіка, після чого вона благає розбійника викликати самурая на дуель, щоб її не було осоромлено. Злочинець погоджується, звільняє чоловіка і виходить на двобій, в якому перемагає. Жінка тікає, попри обіцянку залишитися з нападником, якщо він зуміє вбити її чоловіка. Тадзьомару зазначає яким майстерним воїном був його противник і якою честю він вважає той бій. Вислухавши це, суддя запитує, куди подівся кинджал з дорогоцінними каменями, що належав дружині самурая. Розбійник відповідає, що забув його забрати й не знає де зброя тепер.
Оповідь жінки. Дружину самурая також викликають до суду. Вона розказує інакшу історію. Після зґвалтування вона розв'язує чоловіка, але він з презирством мовчки дивиться на неї. Жінка просить вбити її, щоб уникнути сорому. В очікуванні, вона втрачає свідомість, а коли отямлюється, бачить самурая заколотого кинджалом. Після цього вона намагається заколоти й себе, втопитися, але ні на що не наважується.
Оповідь духа самурая. На суд викликають дух убитого самурая, котрий говорить через жерця. Самурай розлючений і розповідає свою версію. Після зґвалтування, його дружина просить розбійника взяти її за дружину, а самурая убити. Розбійник здивований цим, але жінка настійливо просить його про вбивство. Тадзьомару запитує самурая як йому вчинити: вбити його чи зрадливу жінку. Чоловік на це мовчить, вражений безчестям дружини. Злочинець іде, але невдовзі повертається, кажучи, що жінка втекла. Він звільняє самурая, котрий заколює себе кинджалом.
Лісоруб зізнається, що бачив злочин, але не розповів усього в суді, не бажаючи мати стосунку до такої справи.
Оповідь лісоруба. Лісоруб бачить як Тадзьомару після зґвалтування жінки усвідомлює, що закохався в неї. Розбійник просить жінку вийти за нього, обіцяючи багатство, а коли треба, то й повернення до чесного життя. Вона звільняє самурая, аби той убив нападника. Проте самурай наказує збезчещеній дружині заколотися і винить її в тому, що вона не наклала на себе руки раніше. Розбійник не бажає зайвих жертв та збирається піти, тоді жінка підмовляє обох до поєдинку, називаючи їх боягузами. Розбійник ледве протистоїть самураєві та виграє лише через випадковість. Він убиває наляканого противника, а жінка тікає. Забравши все, що можна винести, Тадзьомару також тікає.
Монах пригнічений брехливістю людей, тоді як простолюдин вважає за правильне не звертати уваги на все, що говорять, адже істина існує незалежно від них. Розмову перериває плач покинутої кимось дитини. Простолюдин забирає кімоно та амулет, покладені поруч. Лісоруб дорікає йому за це, починається сварка. Простолюдин здогадується, куди подівся кинджал — його вкрав лісоруб, тож він теж злочинець і брехун.
Монах хоче взяти дитину до себе, але лісоруб говорить, що коли в нього є своїх шестеро, то і сімох він прогодує. Лісоруб жалкує про свій обман, монах віддає дитину йому зі словами, що той повернув йому віру в людей. Злива закінчується і небо прояснюється.

## В ролях
- Тадзьомару (розбійник) — Тосіро Міфуне
- Канадзава Такехіро (самурай) — Масаюкі Морі
- Масако Канадзава (дружина самурая) — Кьо Мачіко
- Лісоруб — Сімура Такасі
- Мандрівний монах — Тіакі Мінору
- Простолюдин — Уеда Кітідзіро
- Жриця — Хомма Фуміко
- Слідчий — Като Дайсуке

### Відео
- Расьомон(яп.)(англ.)